# Хертлинген
Хертлинген (нем. Härtlingen) — община в Германии, в земле Рейнланд-Пфальц. 
Входит в состав района Вестервальд. Подчиняется управлению Вестербург.  Население составляет 422 человека (на 31 декабря 2010 года). Занимает площадь 3,20 км².